# مسجد الزيتونة (المغرب)
مسجد الزيتونة هو أحد المساجد التاريخية الكبيرة في مدينة مكناس المغربية. بُني المسجد سنة 1687 على يد السلطان العلوي مولاي إسماعيل والذي حكم المغرب بين عامي 1672 و 1727. تم إدراج المسجد في قائمة اليونسكو للتراث العالمي في عام 1996، كجزء من مدينة مكناس التاريخية.

## البناء
بُني المسجد في العام 1687 م على يد السلطان العلوي مولاي إسماعيل والذي حكم المغرب بين عامي 1672 و 1727م، هو أحد المساجد التاريخية الكبيرة في مدينة مكناس، ولا يزال إلى يومنا هذا على طابعه الأصلي رغم إعادة بناء صومعته.
قال ابن زيدان في إتحاف أعلام الناس : "وأسس جامع الزيتونة عام تسعة وتسعين وألف كما صرح بذلك صاحب الدر المنتخب المستحسن، ونصب منبرها في التاريخ المذكور وشاهده ما هو منقوش عليه الآن ولفظه: أعوذ بالله من الشيطان الرجيم، بسم الله الرحمن الرحيم، وصلى الله على سيدنا ونبينا ومولانا محمداً وعلى آله وصحبه وسلم تسليماً.  { ياأيها الذين آمنوا اتقوا الله وقولوا قولا سديداً، يصلح لكم أعمالكم ويغفر لكم ذنوبكم ومن يطع الله ورسوله فقد فاز فوزاً عظيماً }.
وصنع هذا المنبر المبارك عام تسع وتسعين وألف، وقد كان سرادق ملكه في هذا التاريخ على الأنام ممدودا وأنت ترى سائر الآثار الدينية وخصوصا في عاصمته التي قصرنا الكلام فيها إنما كانت تبرر عن أوامره وهذا منها.